# Ehara
Ehara is een plaats en commune in het zuiden van Madagaskar, behorend tot het district Benenitra, dat gelegen is in de regio Atsimo-Andrefana. Tijdens een volkstelling in 2001 telde de plaats 4.870 inwoners.
De plaats biedt enkel lager onderwijs. 60% van de bevolking werkt als landbouwer en 35% houdt zich bezig met veeteelt. Het belangrijkste landbouwproduct is rijst; overige belangrijke producten zijn suikerriet en maniok. Verder is 5% actief in de dienstensector.